# عياض بن عقبة (قبيلة)
بنو عِيَاض بن عُقبَة إحدى قبائل العرب التي كانت تسكن حضرموت فتفرّقت، وهاجر بطن منها عن جزيرة العرب إلى الكُوفة في العراق يقال لهم عباد السَّكُون؛ وبطن ثانٍ نَزَحَ بنوه وتفرّقوا على وديان اليمن.

## نسب القبيلة
وهم: بنو عِيَاض بن عُقبَة بن السَّكُون بن أَشرَس بن كِنَدة 

## قبائل عياض بن عقبة
بنو عِيَاض بن عُقبَة قبيلة عربية ضخمة، تنسب إلى جدّها الأعلى عِيَاض بن عُقبَة بن السَّكُون بن أَشرَس بن كِنَدة. وأولاد عِيَاض هُم: عَبَّاداً، وبُذَيَّهٍ؛ وَوَلَدَ عَبَّاداً: مَلَكَانَ، ومُزِينَةٍ، وشَبيرةٍ، وَوَلَدَ بُذَيَّةٍ: سَبرَةٍ، وصُفَيًّ، وهو قادِحُ النَّارِ، وسُلَيمَاً. وتفرَّعَ من نَسلَهُم سَائِر عِيَاض.

## أعلام القبيلة
• الجاهلي يَزِيد بن حِمَار السَّكوني
• الصحابي غُضَيف بن الحَارِث السَّكُونِي
• التابعي عُبَادَةُ بن نُسَيَّ الكِندي
• المطرب مُحمَّد علي الدبَاشِي

## أنظر ايضاً
- قبيلة كندة
- قائمة قبائل العرب